# Siparia (Trinidad und Tobago)
Siparia ist eine Stadt in Trinidad und Tobago. Sie ist die Hauptstadt der gleichnamigen Region und Verwaltungseinheit im äußersten Südwesten Trinidads.

## Lage
Die Region Siparia wird durch eine langgestreckte Landzunge im Südwesten Trinidads gebildet. Innerhalb dieser Region liegt Siparia mittig im Binnenland an der östlichen Grenze zur Region Penal-Debe. Etwa 15 km weiter westlich liegt Point Fortin, etwa 15 km nordnordöstlich San Fernando. 8 km südlich befindet sich die Meerenge Boca del Serpiente, die Trinidad von Venezuela trennt, 10 km nördlich liegt der Golf von Paria. Die Stadt liegt auf einem klimatisch günstig gelegenen Plateau.

## Geschichte
Name und Lage des Ortes gehen auf eine Arawak-Siedlung zurück. Die erste Besiedelung durch Europäer erfolgte 1758 durch aus Aragonien entsendete Missionare des Kapuziner-Ordens. Der spanische Gouverneur José María Chacón versuchte während seiner Amtszeit, gezielt königstreue Spanier in Siparia anzusiedeln. Nachhaltigen Erfolg hatte er damit nicht; eine nach der Eroberung Trinidads 1797 ausgesandte britische Expedition unter Frederick Mallet zählte lediglich einen in Siparia sesshaften Spanier sowie 140 Indianer. Der britische Gouverneur Ralph Woodford siedelte 1813 erneut spanische Royalisten in Siparia an, diesmal Flüchtlinge des Befreiungskriegs in Venezuela. Die Spanier bauten erfolgreich Kakao und Kaffee an und verhalfen Siparia zu einem signifikanten Aufschwung, der aber mit der Abschaffung der Sklaverei 1834 ein jähes Ende nahm.
Im 19. Jahrhundert wurde eine Statue der Schutzheiligen aller südamerikanischen Kapuzinermissionen, La Divina Pastora, in der Kirche von Siparia aufgestellt und diese nach der Patronin benannt. Sie wurde insbesondere von den indischstämmigen Katholiken der Stadt und des Umlandes verehrt, sodass das jährliche, mit den Gebräuchen der indischen Volksfrömmigkeit gefeierte Fest zu Ehren der Schutzheiligen als „indisches Fest“ galt. Erzbischof John Pius Dowling OP von Port of Spain sorgte sich, dass das Fest ein Ausdruck von Synkretismus sei, und schränkte 1916 die Feierlichkeiten in und vor der Pfarrkirche ein. Heute wird die Siparia Fete am zweiten Sonntag nach Ostern gefeiert, ein eintägiges Fest mit Musik, Umzug, Radrennen und Misswahl.
1913 wurde in Südwesttrinidad Öl gefunden, was zu einem wirtschaftlichen Aufschwung der Stadt führte. Bis 1990 war Trinidad in Counties unterteilt. Innerhalb des Countys St. Patrick entwickelte Siparia sich zum administrativen Zentrum. Im Rahmen der Gebietsreform von 1990 wurde es zur Hauptstadt der neu geschaffenen Region Siparia.

## Wirtschaft und Verkehr
Siparia ist landwirtschaftlich geprägt. Die Stadt wird von der S.S. Erin Road durchquert, die Point Fortin mit San Fernando verbindet. Von 1913 bis 1953 war Siparia an das damalige Eisenbahnnetz der Trinidad Government Railway angeschlossen.

## Verwaltung, Politik und öffentliche Einrichtungen
Siparia ist Sitz der Siparia Regional Corporation, der Gebietskörperschaft, die die Region Siparia verwaltet.
Die kleinste Verwaltungseinheit in Trinidad und Tobago ist die „community“, vergleichbar einem Stadt- oder Ortsteil. Siparia ist in 3 Communities unterteilt:
| Community           | Einwohner |
| ------------------- | --------- |
| Siparia Proper      | 6170      |
| Robert Hill/Siparia | 667       |
| Thick Village       | 3417      |
| Summe               | 10.254    |

Bildungseinrichtungen in Siparia sind die Iere High School und die Siparia West Secondary School. Religiöse Einrichtungen in Siparia sind die La Divina Pastora RC Church (römisch-katholisch) und die Siparia Open Bible Church (Pfingstbewegung). Es gibt ein vom Staat betriebenes Krankenhaus, eine Polizeistation und eine Feuerwehrstation.
Eine Besonderheit liegt in Bezug auf die römisch-katholische La Divina Pastora RC Church vor: Die dort ausgestellte Statue der Jungfrau Maria wird von der hinduistischen Gemeinde als Abbildung der Göttin Lakshmi verehrt, so dass sich eine Nutzung der Räumlichkeiten durch zwei Religionen ergibt.

## Persönlichkeiten
- John Mendes (1926–2005, Weihbischof in Port of Spain)
- Clive Saney (* 1948), Radrennfahrer
- Kamla Persad-Bissessar (* 1954, Politikerin)
- Leslie Rawlins (* 1954), Radrennfahrer
- Ian Morris (* 1961, Leichtathlet)
- Angelo Bissessarsingh (1982–2017, Historiker)
- Giselle Salandy (1987–2009, Boxerin)